# Colonia Tlamapa
Colonia Tlamapa är en ort i Mexiko.   Den ligger i kommunen Santa Isabel Cholula och delstaten Puebla, i den sydöstra delen av landet, 90 km sydost om huvudstaden Mexico City. Colonia Tlamapa ligger 2 024 meter över havet och antalet invånare är 447.
Terrängen runt Colonia Tlamapa är varierad, och sluttar söderut. Runt Colonia Tlamapa är det tätbefolkat, med 476 invånare per kvadratkilometer. Närmaste större samhälle är Cholula, 15,9 km nordost om Colonia Tlamapa. Omgivningarna runt Colonia Tlamapa är en mosaik av jordbruksmark och naturlig växtlighet.